# Mesocapnia altaica
Mesocapnia altaica är en bäcksländeart som först beskrevs av Zapekina-dulkeit 1955.  Mesocapnia altaica ingår i släktet Mesocapnia och familjen småbäcksländor. Inga underarter finns listade i Catalogue of Life.